# Tim Ablitt
Tim Ablitt est un militant politique britannique anti-islamiste. Il a été nommé président de la English Defence League (EDL) en octobre 2013, après que Tommy Robinson ait démissionné. Il a été arrêté en juillet 2010 pour un attentat commis contre une mosquée de Bournemouth et libéré sans inculpation. Ablitt a été impliqué dans une tentative infructueuse de fusionner l'English Defence League et le Parti britannique de la liberté.